# Flammocharopa costulata
Flammocharopa costulata är en snäckart som först beskrevs av Hutton 1882.  Flammocharopa costulata ingår i släktet Flammocharopa och familjen Charopidae. Inga underarter finns listade i Catalogue of Life.